# NGC 1985
NGC 1985 (بالإنجليزية: NGC 1985)‏ الذي يرمز له بالرمز NGC 1985، هو نجم، في كوكبة ممسك الأعنة.

## الاكتشاف
اكتشف في 13 نوفمبر 1790، بواسطة ويليام هيرشل.